# Gemenefkhonsoubak
Gemenefkhonsoubak est un roi qui gouverne Tanis vers le début du VIIe siècle avant notre ère en parallèle de la XXVe dynastie.

## Attestations
Comme tous les rois tanites de cette période, Gemenefkhonsoubak n'est pas mentionné par Manéthon et peu de monuments portant son nom ont été découverts. Le plus connu d'entre eux est une stèle hiératique provenant d'Héliopolis et actuellement conservée au Musée égyptologique de Turin : sur cette stèle, ce roi est représenté en train de transpercer un étranger allongé devant Osiris. 
Lors de la découverte du lac sacré du grand temple d'Amon de Tanis, Pierre Montet met au jour toute une collection de pierres en calcaire remployés dans la construction des murs du lac. Ces blocs inscrits et couverts de reliefs pour la plupart proviennent de plusieurs monuments qui ont été démantelés au cours de l'histoire du site et réutilisés pour la construction de nouveaux monuments par d'autres pharaons. L'un de ces monuments date du règne de Gemenefkhonsoubak. Les égyptologues en rassemblant toutes ces pièces venant du même monument ont ainsi déterminé qu'il présentait en façade deux murs décorés de reliefs de haute qualité, inspirés des meilleurs exemples de l'Ancien Empire, séparés par une porte, le tout entouré d'un tore d'angle. Les cartouches du roi accompagnent les représentations et textes qui couvraient ce monument révélant qu'il était dédié à Khonsou, accompagné de la déesse Mout sa mère.
Selon Miroslav Verner, un sceau scaraboïde d'origine inconnue portant la mention Chepeskarê, que Flinders Petrie a attribué au pharaon Chepseskarê de la Ve dynastie au début du XXe siècle, pourrait plutôt appartenir à Gemenefkhonsoubak.

## Règne
Peu de choses sont connues de ce roi, si ce n'est qu'il a régné au début du VIIe siècle av. J.-C. Selon Kenneth Kitchen, il a régné sur Tanis de 700 à 680 environ avant notre ère. Son règne est parallèle au début de la XXVIe dynastie représentée par Tefnakht II et à celui de Taharqa de la XXVe dynastie. C'est en effet sous le règne de Taharqa que le Delta commence à lui échapper avec l'émergence de pouvoirs locaux ayant une relative indépendance.